# Ivan Toney
Ivan Benjamin Elijah Toney (Northampton, 16 maart 1996) is een Engels professioneel voetballer, die bij voorkeur als aanvaller speelt. Hij verruilde Brentford in 2024 voor Al-Ahli.
Hij werd de jongste debutant bij Northampton Town toen hij in 2012 zijn debuut in het eerste elftal maakte en scoorde 13 doelpunten in 60 wedstrijden alvorens hij in 2015 de overstap maakte naar Newcastle United. In zijn eerste seizoen had hij twee verhuurperiodes bij Barnsley, waarmee hij de Football League Trophy en de League One play-offs wist te winnen. Hij bracht het seizoen 2016/17 door bij achtereenvolgend Shrewsbury Town en Scunthorpe United, beiden uitkomend in de League One. Het seizoen 2017/18 bracht Toney op dezelfde manier door, ditmaal op huurbasis bij Wigan Athletic en Scunthorpe United.

## Clubcarrière

### Northampton Town

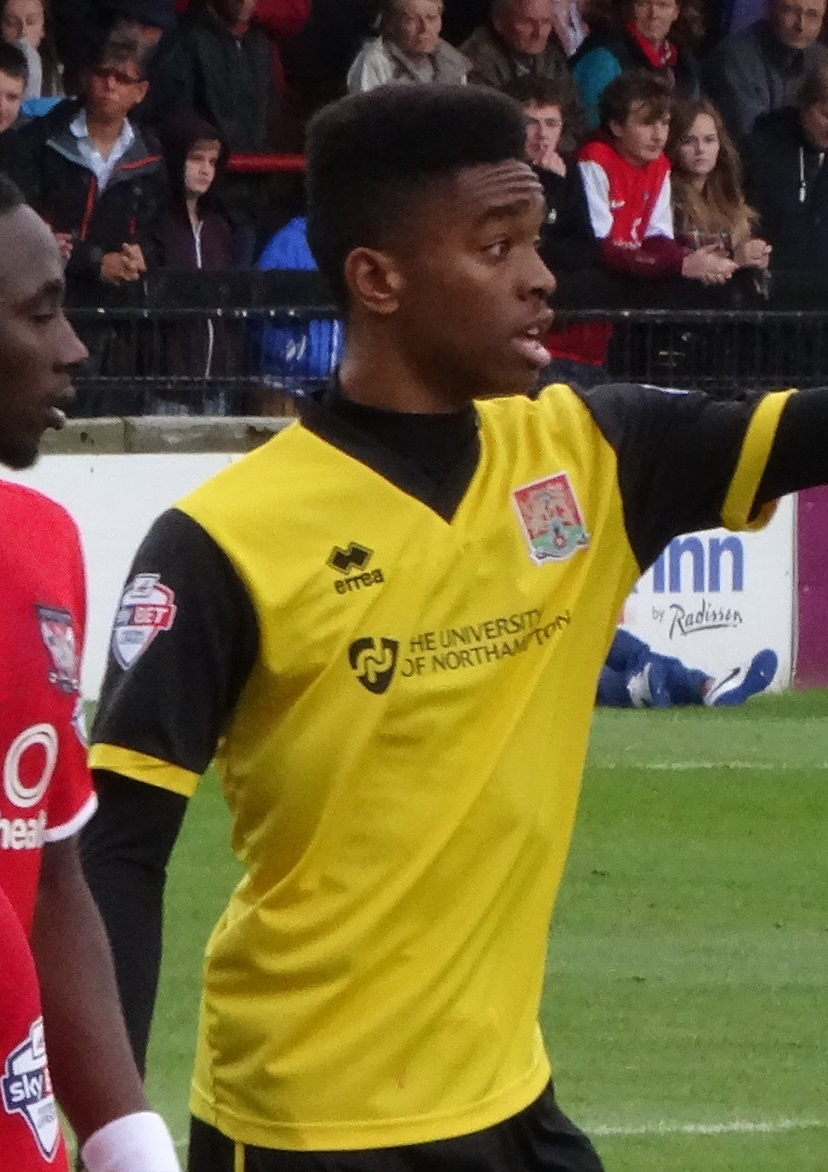
Toney namens Northampton Town in 2014

Toney werd geboren in Northampton en begon zijn carrière bij Northampton Town. Hij maakte zijn debuut in het eerste elftal op 13 november 2012 in de eerste ronde van de FA Cup tegen Bradford City (3-3). Hij kwam aan het einde van de reguliere speeltijd binnen de lijnen als vervanger van Lewis Wilson maar kon niet voorkomen dat zijn ploeg uiteindelijk na penalty's verslagen werd. Met zijn 16 jaar werd hij de jongste debutant in de geschiedenis van "the Cobblers". Een dag later scoorde hij vier doelpunten in de met 5-0 gewonnen wedstrijd om de FA Youth Cup tegen York City.
Toney maakte zijn competitiedebuut op 28 september 2013 in een doelpuntloos gelijkspel tegen Morecambe. Hij kwam na 74 minuten als vervanger van Ben Tozer het veld in. Hij scoorde zijn eerste twee doelpunten in het betaalde voetbal op 26 april 2014 in de wedstrijd tegen Dagenham & Redbridge (3-0 winst), waarvan de laatste uit een omhaal. Op 3 mei, de laatste speeldag van het seizoen, scoorde Toney uit een kopbal en werd Oxford United met 3-0 verslagen, waarmee degradatie naar de Conference Premier ternauwernood ontlopen werd.
Op 13 augustus 2014 was Toney eenmaal trefzeker in de verrassende 2-3 overwinning op Championship-club Wolverhampton Wanderers in de eerste ronde van de League Cup. Zijn eerste doelpunten van het seizoen waren op 20 september, toen hij als invaller tweemaal trefzeker was tegen Accrington Stanley. Desondanks verloor zijn team met 4-5. Een week later scoorde hij het enige doelpunt in de wedstrijd tegen Morecambe. Toney ontving zijn eerste rode kaart van zijn carrière op 26 december in de wedstrijd tegen Bury nadat hij in gevecht was geraakt met tegenstander Hayden White.
In november 2014 was Toney dicht bij een transfer naar Wolverhampton Wanderers voor circa £500.000, maar de deal ging niet door nadat hij niet door de medische keuring kwam.

### Newcastle United
Na 13 doelpunten in 60 wedstrijden voor Northampton, tekende Toney op 6 augustus 2015 een contract bij Newcastle. Hij maakte zijn debuut op 25 augustus in de tweede ronde van de League Cup tegen zijn oude club (4-1 winst). Toney kwam 12 minuten voor tijd binnen de lijnen als vervanger van Massadio Haïdara. Op 26 september volgde zijn competitiedebuut toen hij na 85 minuten in het veld kwam als vervanger van Aleksandar Mitrović in de met 2-2 gelijk gespeelde wedstrijd tegen Chelsea.
Op 9 november 2015 werd Toney voor de duur van 28 dagen verhuurd aan League One-club Barnsley. Hij maakte een dag later zijn debuut in de Noordelijke kwartfinale van de Football League Trophy tegen York City (2-1 winst). Op 5 december scoorde hij in de volgende ronde van de beker zijn eerste doelpunt in de wedstrijd tegen Wigan Athletic. Barnsley won uiteindelijk na penalty's. Een week later scoorde hij zijn eerste competitiedoelpunt en schonk zijn club hiermee een 3-2 overwinning op Colchester United.
Op 24 maart 2016 keerde Toney op huurbasis terug bij Barnsley voor het restant van het seizoen. Op 3 april, in de finale van de Football League Trophy 2016 tegen Oxford United in het Wembley Stadium, kwam hij na 65 minuten binnen de lijnen. Zijn schot op doel werd geblokt waarna Ashley Fletcher uit de rebound de 2-1 maakte. Barnsley won de wedstrijd uiteindelijk met 3-2. Barnsley dwong dat seizoen promotie naar de Championship af na een 3-1 overwinning op Millwall op 29 mei. Toney verving Fletcher in de laatste 9 minuten.
Het volgende seizoen ging Toney op 8 augustus 2016 voor een halfjaar op huurbasis aan de slag bij Shrewsbury Town, uitkomend in de League One. Hij scoorde zijn eerste doelpunt voor de club op 3 september in de 3-2 overwinning op Oldham Athletic. Een week later was hij tegen Bury opnieuw trefzeker.
Hij scoorde in totaal 7 doelpunten in 26 wedstrijden voor the Shrews alvorens hij op 12 januari 2017 voor het restant van het seizoen verhuurd werd aan Scunthorpe United, dat eveneens uitkwam in de League One. Twee dagen later maakte hij zijn debuut toen hij 10 minuten voor tijd Kevin van Veen verving in de met 2-1 gewonnen uitwedstrijd tegen Northampton. Op 28 januari maakte hij zijn eerste doelpunt in de met 3-2 gewonnen wedstrijd tegen Port Vale.
Op 2 augustus 2017 huurde Wigan Athletic Toney voor het hele seizoen van Newcastle. Hij maakte drie dagen later zijn debuut in de seizoensopener tegen Milton Keynes Dons. Zijn eerste doelpunt maakte hij op 19 augustus, toen hij de eerste maakte in de met 2-0 gewonnen wedstrijd tegen Oldham Athletic. De huurperiode werd echter verkort en Toney werd op 10 januari 2018 al teruggestuurd naar Newcastle. Een dag later werd hij voor de tweede keer verhuurd aan Scunthorpe United.

### Peterborough United
Toney tekende op 9 augustus 2018 een langlopend contract bij Peterborough United, dat hem voor een niet bekendgemaakt bedrag overnam van Newcastle United. Hij maakte twee dagen later zijn debuut in een 4-1 overwinning op Rochdale AFC, toen hij na 72 minuten binnen de lijnen kwam als vervanger van Jason Cummings. Op 8 september scoorde hij zijn eerste doelpunt voor de Posh en won zijn ploeg met 3-2 bij Southend United. Hij scoorde een hattrick op 11 december in een 4-4 gelijkspel in de replay van de tweede ronde van de FA Cup, tegen Bradford City, waarvan de eerste treffer een vrije trap vanaf de middenlij was, maar miste in de daaropvolgende strafschoppenserie, hoewel zijn team toch won. Achttien dagen later maakte hij weer een hattrick in een 4-0 overwinning op Accrington Stanley.
Toney begon het seizoen 2019/20 met zeven doelpunten in de eerste zeven competitiewedstrijden, waaronder een hattrick in een 6-0 thuisoverwinning op Rochdale AFC op 14 september 2019. De volgende maand vroeg Toney een door Peterborough-fans gezongen lied over de grootte van zijn geslachtsdelen 'gezinsvriendelijker' te maken. Toney scoorde negen keer in zijn laatste zeven wedstrijden voordat het seizoen in maart 2020 werd gestaakt vanwege de coronapandemie. Hij werd verkozen tot Speler van het Seizoen bij de EFL Awards.

### Brentford FC
Na twee succesvolle seizoenen bij Peterborough United tekende Toney in 2020 bij Brentford. In het seizoen 2020/21 werd hij topscorer van de Championship en promoveerde hij met Brentford naar de Premier League. In het seizoen 2022/23 was Toney met 20 doelpunten voor Brentford achter Erling Braut Haaland en Harry Kane topscorer van de Premier League.

#### Schorsing
In mei 2023 werd Toney door de FA voor acht maanden geschorst omdat hij gokte op voetbalwedstrijden. Hij gaf toe tussen 2017 en 2021, 232 keer gegokt te hebben op wedstrijden, wat volgens de regels van de FA verboden is voor spelers. Ook kreeg hij een boete van 57.000 euro opgelegd. Op 17 januari 2024 kwam zijn schorsing ten einde en mocht hij weer in actie komen voor Brentford FC.

### Al-Ahli
In de zomer van 2024 vertrok Toney voor bijna 48 miljoen euro naar Saoedi-Arabië, waar hij ging spelen voor Al-Ahli. Met de club won hij in mei 2025 de AFC Champions League Elite.

## Interlandcarrière
Toney werd in maart 2023 door bondscoach Gareth Southgate opgeroepen voor het Engels voetbalelftal. Deze oproep leed tot ieders verbazing omdat er toen een onderzoek liep tegen illegaal gokken. Op 26 maart 2023 maakte hij zijn debuut voor het Engelse team in een kwalificatiewedstrijd tegen Oekraïne. Hij werd op 6 juni 2024 door Southgate opgenomen in de Engelse selectie voor het EK 2024 in Duitsland. Engeland bereikte de finale, die het met 2–1 verloor van Spanje. Toney benutte in de kwartfinale tegen Zwitserland zijn strafschop in de penaltyserie en kwam ook als invaller in actie in de achtste finale tegen Slowakije en in de finale.

## Erelijst
Barnsley
- Football League Trophy: 2015–16
- Football League One play-offs: 2016

Wigan Athletic
- EFL League One: 2017–18[12]

Brentford
- EFL Championship play-offs: 2021[13]

Al-Ahli
- AFC Champions League Elite: 2024/25